# Reconquesta finlandesa de Làdoga Carèlia
La reconquesta finlandesa de Ladoga Karelia fou una campanya militar duta a terme per Finlàndia el 1941. Forma part del que habitualment es coneix com la Guerra de Continuació.

## Desplegament inicial de forces
En un inici, l'exèrcit finlandès estava desplegat en una posició defensiva, però el 29 de juny, Mannerheim creà l'Exèrcit de Carèlia, comandat pel tinent general Erik Heinrichs, ordenant-li que es preparés per atacar Ladoga Karelia. L'Exèrcit de Carèlia consistia en el VI Cos (divisions 5a i 11a), el VII Cos (divisions 7a i 9a) i el Grup O (Brigada de Cavalleria, 1a i 2a Brigades Jaeger). Posteriorment s'incorporarien, després de la seva arribada a la zona, la 1a divisió finlandesa i la 163a divisió alemanya.
Davant d'ells es trobava el Setè Exèrcit soviètic, amb la 168a Divisió de Fusellers prop de Sortavala i la 71a Divisió de Fusellers, al nord de Jänisjärvi ("Hare Lake"). Els soviètics havien preparat fortificacions de campanya a través de la frontera, a Sortavala i als nusos de carreteres importants de Värtsilä i Korpiselkä.

## Inici de l'ofensiva
El 9 de juliol es donà l'ordre d'iniciar l'ofensiva. El VI Cos, comandat per l'heroi de la batalla de Tolvajärvi, major general Paavo Talvela, hagué de superar les defenses soviètiques. Aquest, prèviament havia reunit tota l'artilleria disponible de les altres untats de l'Exèrcit de Carèlia, així com de la 1a Brigada Jaeger (Coronel Ruben Lagus), del Grup O. Amb un gran suport artiller, va donar via lliure a la 5a Divisió (Coronel Eino Koskimies) cap a Korpiselkä el 10 de juliol, superant als seus defensors l'endemà al matí. Talvela no estava satisfet amb la manca d'agressivitat de Koskimies, rellevant-lo del comandament i substituint-lo pel Coronel Lagus.
Lagus perseguí al 52è regiment d'infanteria soviètica cap a l'est amb les seves unitats lleugeres, arribant a Tolvajärvi el 12 de juliol. Llavors tombà cap al sud i avançà usant petites carreters, algunes de les quals estaven en tan males condicions que els soldats havien de portar les seves bicicletes. El 14 de juliol els seus homes van tallar la via ferroviària Sortavala-Petrozavodsk, i l'endemà van arribar a la riba del llac Ladoga, tallant diverses rutes soviètiques als voltants del llac. Els soviètics van haver de traslladar dos regiments i diversos batallons des de l'istme de Carèlia per tancar l'escletxa que s'estava obrint a l'extrem oriental del llac Ladoga.
El 4 de juliol, l'11a divisió finlandesa (Coronel Kaarlo Heiskanen) descobrí que les tropes soviètiques havien abandonat temporalment les seves trinxeres a la frontera, i usà l'oportunitat per capturar-les. Pel dia 9, quan s'inicià l'ofensiva general, es dirigiren cap a l'est des de les seves posicions capturades per un terreny sense camins i van tallar la carretera de Korpiselkä a Värtsilä i Suistamo, a la riba est de Jänisjärvi. Des d'allà amenaçaren d'aïllar les posicions soviètiques al sud de Korpiselkä i les que s'havien fortificat a Värtsilä. Per prevenir l'encerclament, els soviètics abandonaren les seves posicions i es retiraren cap a l'est. El 367è regiment soviètic va poder mantenir les seves posicions al nord de Jänisjärvi, fins que els defensors de Värtsilä es retiraren el dia 12. Heiskanen continuà pressionant al 367è regiment al voltant de la riba est de Jänisjärvi, arribant fins allà, des d'on es dirigiren al llac Ladoga el 16 de juliol, on passaren a la defensiva.
Lagus seguí la seva ofensiva immediatament a través de la costa nord-oriental del llac Ladoga. El 452è regiment soviètic d'infanteria motoritzada venia des de l'istme de Carèlia, i les seves primeres unitats se situaren a la defensiva a Salmi, on el Tulemajoki arriba al llac. Les tropes finlandeses van arribar-hi el 18 de juliol, i l'endemà al matí començà la batalla, travessant el riu 5 km al nord de Salmi i aconseguiren tallar les carreteres que es dirigeixen a Salmi al vespre. L'endemà, els finlandesos van aconseguir penetrar al poble i només petites unitats soviètiques van aconseguir fugir de l'anell. Salmi va ser conquerit a les primeres hores del 21 de juliol.
La reforçada 5a divisió continuà el seu avanç tan ràpid com va ser possible, travessant l'antiga frontera el 22 de juliol a Rajakontu. Mentrestant, un destacament Järvinen (Coronel Järvinen) havien assegurat el flanc esquerre travessant l'antiga frontera a Känsäselkä, i el 19 de juliol capturà els pobles de Kolatselkä i Palalahti, prop de Tulemajärvi, on asseguraren el flanc nord i est, i seguiren cap al sud. El 23 de juliol, la 5a divisió des de l'oest i el destacament Järvinen des del nord iniciaren el seu atac sobre Vitele, que capturaren l'endemà al matí. Lagus intentà sense èxit encerclar les tropes soviètiques en retirada, arribant a Tuuloksenjoki al vespre, però els tancs i l'artilleria soviètica aconseguiren aturar l'avanç.
La 1a divisió (Coronel Paavo Paalu) havia arribat i estava sent transferida al VI Cos el 16 de juliol, però no va ser fins a quatre dies després que no va poder arribar al front i rellevar els Järvinen. Des d'allà, continuaren el seu atac cap al nord, dirigint-se a Hyrsylä, i a l'est cap a Vieljärvi, que capturaren dies després. El 2n regiment d'artilleria soviètic, així com els regiments d'infanteria 24 i 28 i seccions del 9è i del 10è iniciaren una contraofensiva el 23 de juliol, i després de 5 dies de lluita, la línia del front va quedar establerta a 10 km a l'est de Vieljärvi.

## Reorganització de les forces i contraatac soviètic
El Front Nord soviètic reorganitzà les seves forces el 21 de juliol al traslladar la 168a divisió i un regiment de la 71a divisió al 23è Exèrcit, responsable de la defensa de l'istme de Carèlia. El mateix dia, el 7è Exèrcit va ser reorganitzat en dos grups operatius, el Grup Petrozavodsk (tinent general M. Antonjuk), amb un regiment d'infanteria, dos regiment motoritzats, un regiment blindat i unitats separades; i el Grup Sud (tinent general V. Tsvetajev), amb una brigada d'infanteria de marina, dos regiments motoritzats i diverses unitats menors.
Mannerheim havia reconegut la situació, i ja el 19 havia ordenat aturar l'atac a la línia Vitele-Vieljärvi, mentre que encara estiguessin preparades les fortificacions enemigues al costat sud-occidental de Jänisjärvi i el veloç avanç havia obert la costa del llac Ladoga al flanc dret de la 5a finlandesa, on s'havia de preparar la defensa.
Els temors de Mannerheim eren reals, i el 19 de juliol, el major general Pavlov, comandant de la defensa costanera del llac Ladoga ordenà a la 4a Brigada de Marina que portés a terme incursions darrere de les defenses finlandeses. Durant les primeres hores del 24 de juliol van aconseguir desembarcar amb èxit a Lunkulansaari i a Mantsi, dues illes al costat de Salmi. Les divisions 1a, 5a i 11a van participar, de manera que Talvela va haver de reunir totes les tropes que va poder (incloent una companyia de construcció de ponts), per fer retrocedir als atacants. Amb l'ajut d'artilleria pesant, que destruí 4 dels 15 vaixells que els soviètics estaven usant, els finlandesos van aconseguir que els soviètics quedessin aïllats en 3 mottis, i la temptativa de reforçar aquestes tropes el matí del 25 de juliol va ser avortat. Un a un, els mottis van ser destruïts. El 26, els soviètics van desembarcar a Mantsi, i aquesta vegada gairebé van aconseguir capturar tota l'illa abans que Talvela pogués reforçar les tropes allà situades, prosseguint la lluita fins a la nit del 27, quan finalitzà la darrera resistència soviètica.

## Retorn de l'ofensiva

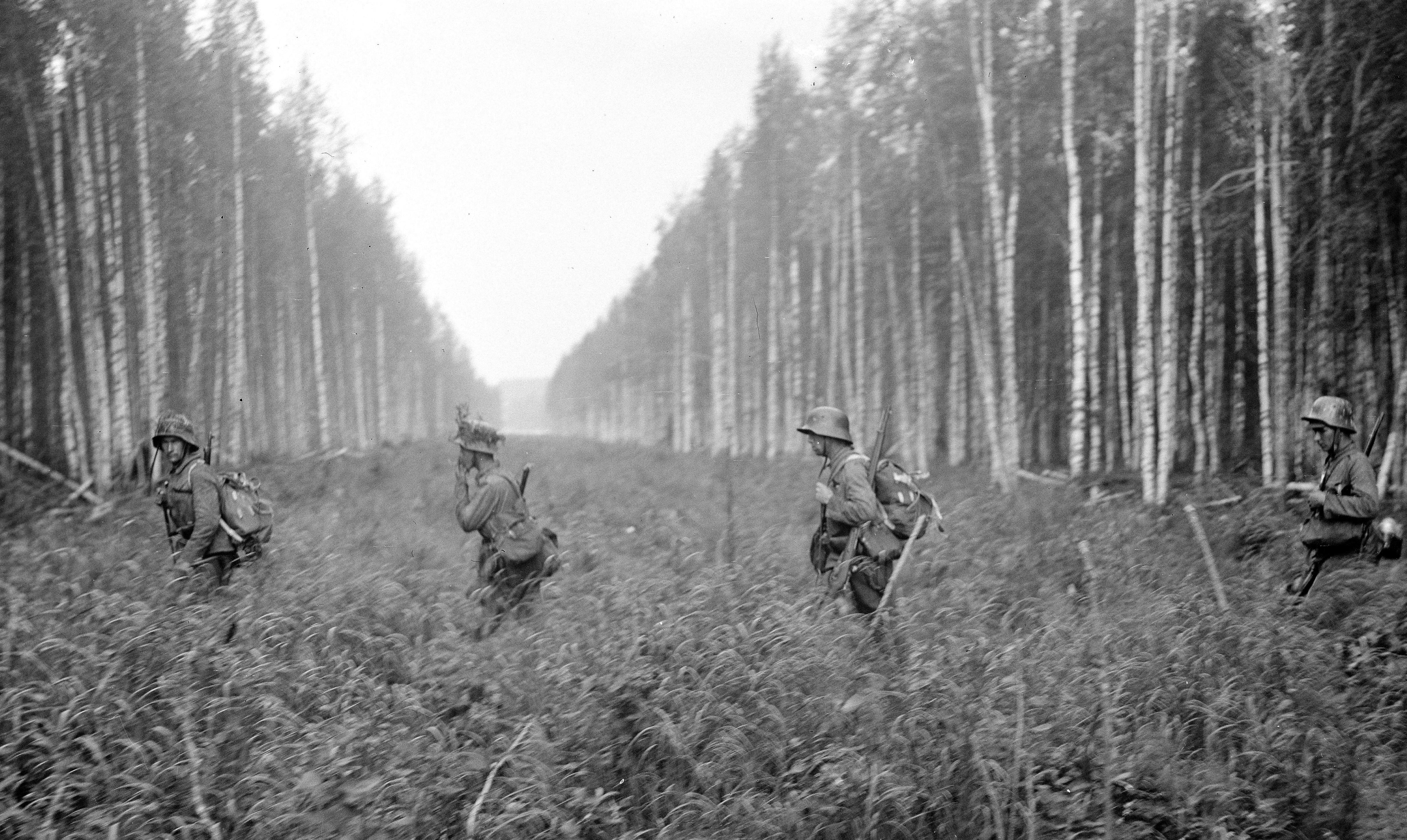
Tropes fineses avançant

El VII Cos finlandès (major general Woldemar Hägglund) hagué d'atacar pel flanc dret del VI Cos finlandès cap a Sortavala. L'istme entre el llac Ladoga i la frontera finlandesa era molt estret, i l'important nus ferroviari Matkaselkä es trobava a només 10 km de la frontera. Així, no els sorprengué pas que els soviètics haguessin començat a fortificar la regió fronterera profundament, tot just després de la Pau de Moscou. Aquesta cadena de fortificacions era més feble a la secció nord del front, de manera que decidí que Hägglund l'atac principal fos per allà. La 7a divisió finlandesa, reforçada amb unitats d'enginyers, així com per totes les unitats d'artilleria del Cos es concentraren allà. La 19a divisió només tenia el reforç de la seva pròpia artilleria.
Al vespre del 10 de juliol, s'inicià l'atac. Com que estava caient una terrible tempesta a la zona, es decidí que la infanteria ataqués sense suport artiller per tal de mantenir l'element sorpresa. El pla va tenir èxit, i la majoria de les forces soviètiques van ser encerclades als seus búnquers, que van ser eliminats mitjançant l'artilleria. Durant l'endemà, la 7a divisió avançà, encerclant els punts forts soviètics. Al matí del 12 de juliol van aconseguir travessar la regió que els soviètics havien preparat amb camps de mines i fortificacions.
Això va ser només un breu alleujament, a causa del fet que la 168a Divisió de Fusellers (Coronel A. Bondarev) provà ser molt capaç en la defensa. Creà nous camps de mines, punts forts i trinxeres i hàbilment aconseguí evità ser encerclat pels finlandesos. La lluita de la 168a divisió seria usada posteriorment als llibres de text com a exemple de guerra defensiva a les escoles militars soviètiques.
La 7a divisió arribà a la riba occidental de Jänisjärvi el 13 de juliol, tombant cap al sud. El 15 de juliol aconseguiren arribar a la línia ferroviària Sortavala-Petrozavodsk a Pirttipohja, encerclant als defensors allà situats.
La 19a divisió (Coronel Esa Hannuksela) tenia la missió gens envejable d'atacar la secció millor defensada de la 168a divisió. Hannuksela decidí crear una escletxa estreta i profunda al poble de Niinisyrjä, de només 200-300 metres d'ample i 4 km de fons, per tal de travessar la regió fronterera fortificada. El 58è regiment d'infanteria (tinent coronel Juva) havia de ser la punta de llança de l'atac, que s'inicià a darrera hora del vespre del 10 de juliol. El 58è regiment continuà l'atac i arribà al final de les fortificacions frontereres el 12 de juliol. La 168a soviètica contraatacà per tancar l'escletxa i encerclar al 58è regiment, però els finlandesos aconseguiren mantenir el corredor, tot i que els soviètics aconseguiren impedir el seu ús mitjançant el foc artiller. El 16è regiment d'infanteria finlandès (Coronel M. Laurila), que seguia al 58è regiment, aconseguí obrir el corredor el matí del 15 de juliol.
La 7a divisió continuà el seu atac el 15 de juliol cap a l'est a través de la via del tren. El 17 aconseguiren superar les defenses soviètiques de l'istme entre Jänisjärvi i Vahvajärvi. Mentrestant, els regiments 30è i 51è de la 7a divisió, avançà cap a l'est cap a Jänisjoki, on contactà amb l'11a divisió el mateix dia. Els regiments 30è i 51è van netejar la riba oest de Jänisjoki i arribaren al llac Ladoga el dia 20, llavors començaren a netejar les illes del davant de Sortavala.
El 37è regiment hagué d'avançar cap a l'oest i cap a la costa sud de Vahvajärvi per contactar amb la 19a divisió, intentant encerclar als soviètics entre ambdues divisions. Bondarev reconegué la situació i ordenà la retirada del 402è regiment. La 19a divisió continuà el seu atac cap al sud, llançant diversos encerclaments i contra-encerclaments abans que els finlandesos aconseguissin capturar la carretera principal i tallar la via ferroviària entre Sortavala i Matkaselkä, que va ser capturada el 18 de juliol. Les tropes soviètiques van aconseguir mantenir el 37è regiment a Särkisyrjä el 19 de juliol, i de nou el poble següent, Ilola, el 22 de juliol, assegurant la ruta de retirada del 402è regiment. El 25 de juliol, la 168a divisió havia aconseguit redreçar la seva línia del front a una zona geogràficament més defensable, entre els rius Kiteenjoki i Tohmajoki, transcorrent pels turons de Tirimäki, Okanmäki i Voinmäki.
Mentre que els soviètics eren expulsats de la vall de Jänisjoki, les restes de la 7a divisió tombaren cap al sud-oest. El 25 de juliol van travessar el Tohmajoki. L'avanç va ser lent, a causa del fet que els soviètics aconseguiren mantenir els seus punts forts preparats als turons, fent que els finlandesos haguessin d'encerclar-los. El 28 de juliol, la 7a divisió trobà un forat a les defenses soviètiques, pel qual pogué esmunyir-se el 30è regiment, capturant Voinmäki. Les tropes finlandeses aconseguiren emboscar un cotxe que transportava al cap de l'estat major de la 198a divisió soviètica, el tinent coronel Sinyk. Entre els documents capturats figurava l'ordre per a un contraatac soviètic, que havia de començar l'endemà, de manera que les unitats soviètiques van haver d'aturar la seva ofensiva i preparar la defensa.
El XXIII Exèrcit transferí la 198a divisió des de l'istme de Carèlia fins a Sortavala amb ordres d'unir-se a la contraofensiva amb la 168a divisió. L'objectiu de l'atac era reconquerir l'istme entre Jänisjärvi i el llac Ladoga, i que crearien una situació difícil per a les forces finlandeses al nord del llac Ladoga. Quan l'ofensiva s'inicià el 29 de juliol, no aconseguí guanyar terreny enlloc, a causa del fet que les tropes disponibles eren massa escasses davant dels finlandesos, i la informació capturada els havia donat temps per preparar-se per rebutjar l'ofensiva. Els finlandesos continuaren la seva ofensiva contra els punts forts de Tirimäki i Okanmäki (que impedia l'avanç cap a Sortavala) el 3 d'agost i els capturaren el 5.

## El II Cos
Mentrestant, el II Cos finlandès començà la seva pròpia ofensiva el 31 de juliol en el punt més estret entre el llac Lagoda i la frontera finlandesa, i ràpidament aconseguí travessar les defenses soviètiques i avançà cap a la costa del llac Lagoga, amenaçant d'encerclar als soviètics. El XXIII Exèrcit cancel·là la seva ofensiva i ordenà que la 198a divisió es dirigís cap al sud per a llançar una contraofensiva cap al II Cos finlandès. La 168a divisió rebé l'ordre de retirar-se cap al llac Ladoga, iniciant el 5 d'agost. El 367è regiment d'infanteria soviètic hagué de defensar Sortavala.
Tot i que Sortavala era militarment insignificant, i havia estat neutralitzat quan els finlandesos capturaren les illes que controlaven l'accés al llac el 27 de juliol, era políticament important. Així que, en lloc de perseguir a la 168a divisió, els finlandesos es concentraren les seves forces en capturar la ciutat. El 12 d'agost, la 7a divisió va arribar a Sortavala i la ciutat va ser capturada als soviètics 3 dies després. Només petits grups de defensors van aconseguir escapar de la ciutat.
El II Cos finlandès havia tallat les vies ferroviàries entre Viipuri i Sortavala el 6 d'agost, i dos dies després, Mannerheim formà el I Cos finlandès amb les divisions 19a, 7a i 2a, amb la missió de netejar la costa oest del llac Ladoga. El II Cos arribà al llac Ladoga el 8 d'agost a Lahdenpohja, capturant el port. La 168a divisió havia estat instruïda per usar-lo per a l'evacuació el 23 de juliol.
La 168a divisió soviètica, juntament amb diversos regiments i batallons dispersos, continuà la seva retirada cap a les costes del llac Ladoga, amb la 2a divisió finlandesa perseguint-los des del sud-oest i la 19a divisió des del nord, mentre que la 7a divisió continuava la seva ofensiva cap a Sortavala. El 17 d'agost, els soviètics controlaven una zona de només 12 km d'ample i 10 km de fons, però durant els dies següents els soviètics concentraren unitats navals i aèries per protegir l'evacuació de la 168a divisió i la resta d'unitats. Aquesta evacuació va ser un gran èxit, i els finlandesos només van poder capturar un petit botí del mottis, incloent 40 peces d'artilleria, 8 tancs, 310 cotxes, 35 tractors i 1.500 cavalls (vius i morts).

## La nova ofensiva
Al costat nord del grup principal ofensiu finlandès, Oinone, amb la Brigada de Cavalleria i la 2a Brigada Jäger, rebé l'ordre d'avançar cap a l'antiga frontera. Davant d'ells només hi havia parts dels regiments 52è i 126è (71a divisió), el 80è destacament de Guàrdies Fronterers, comandats pel Major Valli, un comunista finlandès de naixença que havia emigrat a la Unió Soviètica durant la Guerra Civil Finlandesa. Molts carelians, ingrians i comunistes finlandesos hi servien, així com molts veterans de l'Exèrcit Popular de Kuusinen de la Guerra d'Hivern.
Els atacs s'iniciaren el 7 de juliol, amb la 2a Brigada Jäger, situada al costat sud, arribà a Tolvajärvi el 14 de juliol. Des d'allà, la brigada inicià un encerclament cap al nord cap a Ägläjärvi. L'atac de la Brigada de Cavalleria no va tenir èxit, i els finlandesos van haver d'encerclar les fortificacions ben preparades dels turons, que els finlandesos no podien capturar directament a causa del fet que els mancava l'artilleria i el suport aeri.
En aquell moment, la 163a divisió alemanya del tinent general Engelbrecht (mancada d'una brigada i una part de l'artilleria, que va ser dirigida a Salla durant el transport) havien arribat al front a Tolvajärvi i provaren de superar les posicions soviètiques el 21 de juliol, amb només una brigada, però fracassaren perquè les unitats soviètiques resultaren ser més fortes del que s'esperava.
El 25 de juliol s'inicià una nova ofensiva, quan els dos batallons del 310è regiment alemany i un del 56è regiment finlandès iniciaren un atac per la via del tren, prop de l'estació de Näätäoja. A Tolvajärvi, Engelbrecht decidí usar la ruta que la 2a brigada Jäger havia obert, rebent l'ordre, juntament amb el 307è regiment finlandès, que capturés el poble de Ägläjärvi, per tallar la ruta de subministrament soviètica fins a Tolvajärvi. L'atac fracassà i els soviètics aconseguiren mantenir oberta la carretera, tot i que van perdre un dipòsit de subministraments durant els combats.
El tinent general Engelbrecht canvià la Brigada de Cavalleria per un parell de batallons que passaren a la defensa, i ordenà a la Brigada de Cavalleria que tallés la carretera entre Tolvajärvi i Ägläjärvi, avançant a través dels boscos. L'atac s'inicià el 2 d'agost, i dos dies després arribaren a la carretera i començaren a avançar cap a Tolvajärvi i Ägläjärvi. El 3 d'agost, la 2a Brigada Jäger i el 307è regiment començà a atacar al poble de Ägläjärvi, que capturaren el 5 d'agost. L'endemà contactaren amb la Brigada de Cavalleria al sud d'Ägläjärvi. Els soviètics continuaren la seva retirada cap a Aittojoki, on volaren els ponts i es van atrinxerar. A més, les tropes que havia al nord temien quedar encerclades, i abandonaren les seves posicions fortificades allà el 8 d'agost, retirant-se a l'est de Kuolismaa.

## L'11 divisió
El 20 de juliol, l'11 divisió va ser rellevada de Jänisjoki i passà primer a la reserva, i després a la zona entre la 163a alemanya i la 1a finlandesa, dirigint-se contra Hyrsylä l'11 d'agost. Els soviètics reforçaren les seves forces a la zona, amb la 272a divisió de fusellers el 10 d'agost, i començaren immediatament l'atac cap a Vieljärvi contra la 1a divisió finlandesa, però aconseguiren, en només pocs llocs, avançar 2 km en 5 dies, abans que s'aturés l'atac.
El 19 d'agost, l'11a divisió inicià l'atac des de Hyrsylä cap al nord i arribaren a la via ferroviària de Petrozavodsk i a la carretera principal l'endemà. Des d'allà continuaren cap al nord-est cap a Suvilahti, que capturaren el 21 d'agost; i al nord cap a Tsalkki, on estava la darrera carretera útil pels defensors soviètics. També el 19 d'agost, la 2a brigada Jäger, la Brigada de Cavalleria i el 307è regiment alemany es llançaren cap a Aittojoki. La Brigada de cavalleria intentaren encerclar les forces soviètics, però reorganitzaren la seva precària situació i es retiraren ràpidament, aconseguint retirar la majoria de les seves forces cap a l'est abans que l'11 divisió tallés la seva ruta de retirada a Tsalkki el 23 d'agost. Amb la captura de Suojärvi, la darrera ciutat de Ladoga Karelia havia sigut reconquerida.